# Makak
Makak (znanstveno ime Macaca) je rod opic Starega sveta, v katerega uvrščamo več kot 20 danes živečih vrst, razširjenih predvsem po tropskih in subtropskih predelih Azije.
So pretežno talne živali z rjavim kožuhom in repom, ki je največ toliko dolg kot telo. Po obrazu in zadnjici so neporaščeni, koža teh delov je pri nekaterih vrstah živo rdeča. Znani so kot zelo družabne opice, ki živijo v velikih tropih s po več samci. Samci so občutno večji od samic. Prehranjujejo se večinoma s sadjem, pri čemer je prehrana lahko raznolika in prilagodljiva (glede na dostopnost hrane na določenem območju) ter vključuje med drugim tudi žuželke in človekove odpadke. Veljajo za precej inteligentne, so pa odrasli makaki znani po agresivnosti.
Veljajo za zelo prilagodljive, robustne opice in imajo enega največjih območij razširjenosti med vsemi rodovi prvakov. To obsega tropske in subtropske predele Južne ter Jugovzhodne Azije, medtem ko magot (Macaca sylvanus) živi v območjih z zmernejšim podnebjem Severne Afrike in tudi kot edini prostoživeči prvak v Evropi na njenem skrajnem jugozahodu (Gibraltar), japonski makak (Macaca fuscata) pa je poleg njega prav tako prilagojen na hladnejše podnebje Japonskega otočja. Med najbolj znanimi predstavniki je rezus (Macaca mulatta), ki se je uspešno prilagodil na bližino človeka in je tudi eden najpomembnejših modelnih organizmov za biomedicinske ter vedenjske raziskave med vsemi prvaki.

## Taksonomija
Število prepoznanih vrst se z novimi odkritji občasno spreminja in vse niso splošno sprejete, saj nekateri taksonomi obravnavajo neko vrsto kot samostojno, drugi pa kot podvrsto druge. Novejši viri navajajo 24 vrst, tudi Svetovna zveza za varstvo narave jih je v začetku leta 2025 priznavala toliko:
- magot (Macaca sylvanus)
- kratkorepi makak (Macaca arctoides)
- tibetanski makak (Macaca thibetana)
- asamski makak (Macaca assamensis)
- cejlonski makak (Macaca sinica)
- Macaca munzala
- Bonnetov makak (Macaca radiata)
- Macaca leucogenys
- rezus (Macaca mulatta)
- Macaca cyclopis
- Macaca fuscata
- Macaca fascicularis
- črni makak (Macaca nigra)
- tonkeanski makak (Macaca tonkeana)
- Macaca nigrescens
- Macaca ochreata
- Macaca brunnescens
- močvirski makak (Macaca maura)
- Macaca hecki
- bradač (Macaca silenus)
- svinjska opica (Macaca nemestrina)
- Macaca siberu
- Macaca leonina
- Macaca pagensis